# Break out Emotion
「Break out Emotion」（ブレイク・アウト・エモーション）は、1998年1月28日にソニー・ミュージックレコーズから発売された知念里奈の4枚目のシングル。

## 解説
TBS系「ランク王国」オープニングテーマおよびブルボン「ひとくちサイズプチ」CFイメージソング。初回限定盤のみカレンダー付フォトプレート仕様。

## 収録曲
全作詞：飯塚麻純　全作曲・編曲：上野圭市
1. Break out Emotion (3:51)
2. Pleasure (4:21)
3. Break out Emotion （Backing Track） (3:51)
4. Pleasure （Backing Track） (4:21)

## 収録アルバム

### Break out Emotion
- オリジナル『Growing』（1998年6月10日）
- ベスト『Passage 〜Best Collection〜』（2000年3月23日）
- ベスト『Rina Chinen 20th Anniversary 〜Singles & My Favorites〜』（2017年2月8日）

### Pleasure
- ベスト『Rina Chinen 20th Anniversary 〜Singles & My Favorites〜』（2017年2月8日）